# M71
M71 (NGC 6838) е кълбовиден звезден куп, разположен по посока на съзвездието Стрела. Открит е от Филип Лоа дьо Шезо през 1746.
M71 се намира на 12 000 св.г. от Земята, а линейният ̀и диаметър е 27 св.г.
До 70-те се е мислело, че е гъст разсеян звезден куп, поради липсата на сгъстяване към центъра, както и липсата на типичните за кълбовидните купове променливи звезди от тип RR Lyr.